# مقاطعة كاخاماركا
مقاطعة كاخاماركا (بالإنجليزية: Cajamarca Province)‏ هي مقاطعة في بيرو، تتبع إقليم كاخاماركا، عاصمتها كاخاماركا، تبلغ مساحتها 2979.78 كيلومتر مربع.